# Amt Grünberg

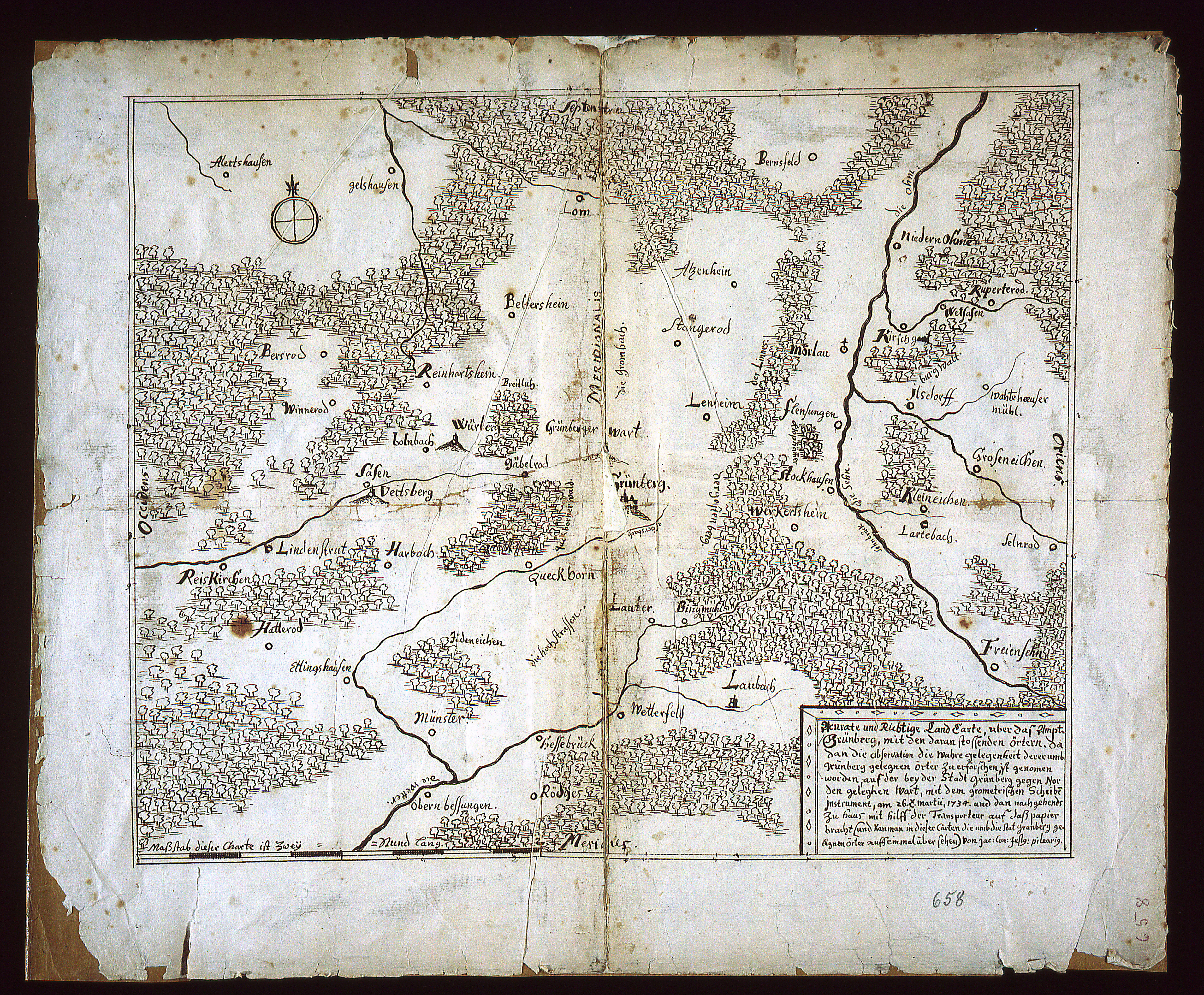
Karte des Amtes Grünberg (1734)

Das Amt Grünberg war ein Amt der Landgrafschaft und zuletzt des Großherzogtums Hessen.

## Funktion
In Mittelalter und Früher Neuzeit waren Ämter eine Ebene zwischen den Gemeinden und der Landesherrschaft. Die Funktionen von Verwaltung und Rechtsprechung waren hier nicht getrennt. Dem Amt stand ein Amtmann vor, der von der Landesherrschaft eingesetzt wurde. 

## Geschichte
Das Amt Grünberg entstand im Einzugsbereich der Burg Grünberg in der zweiten Hälfte des 13. Jahrhunderts. Die älteste Erwähnung eines Grünberger Amtmanns stammt von 1269. Im 14. Jahrhundert war das Amt mehrmals verpfändet: Vor 1350, denn in diesem Jahr zahlte Landgraf Heinrich II. die Pfandsumme an Johann von Eisenbach zurück. Und 1383 quittierten Gottfried von Schweinsberg und Wilhelm Schlitz dem Landgrafen Hermann II., dass er ihnen, um das Pfand auszulösen, 1000 Gulden gezahlt habe. 1385 verpfändete der Landgraf Amt Grünberg an die Ritter Rorich und Johann von Eisenbach und ihre Verwandten. Es muss kurz darauf wieder ausgelöst worden sein, denn 1389 wird Dietrich Schutzbar als hessischer Amtmann für Grünberg ernannt. Seitdem war das Amt ununterbrochen hessisch.
Bei der Landesteilung nach dem Tod des Landgrafen Philipp I., des Großmütigen, 1567 fiel das Amt Grünberg an die neu gebildete Landgrafschaft Hessen-Marburg und nach Aussterben dieser Zweiglinie 1604 und den Hessenkriegen 1648 mit dem Westfälischen Frieden endgültig an die Landgrafschaft Hessen-Darmstadt, die dann 1806 zum Großherzogtum Hessen wurde.
1821/22 kam es zu einer Verwaltungsreform im Großherzogtum. Mit ihr wurden auch auf unterer Ebene Justiz und Verwaltung getrennt. Für die bisher in den Ämtern wahrgenommenen Verwaltungsaufgaben wurden Landratsbezirke geschaffen, für die erstinstanzliche Rechtsprechung Landgerichte. Das Amt Grünberg wurde aufgelöst. Seine Verwaltungsaufgaben wurden auf den Landratsbezirk Grünberg, die Rechtsprechung auf das Landgericht Grünberg übertragen.

## Bestandteile
Das Amt war in das Landgericht Grünberg und das Gericht Ober-Ohmen untergliedert. Am Ende des Alten Reiches gehörten nachfolgend aufgeführte Gemeinden zum Amt Grünberg:
- Landgericht Grünberg
  - Beltershain
  - Bollnbach
  - Flensungen
  - Göbelnrod
  - Groß-Lumda
  - Grünberg
  - Haarbach
  - Ilsdorf
  - Kirschgarten (Hof)[Anm. 1]
  - Lauter
  - Lehnheim
  - Lindenstruth
  - Merlau[Anm. 2]
  - Queckborn
  - Reinhardshain
  - Saasen
  - Stangenrod
  - Stockhausen
  - Veitsberg (Hof)
  - Weickartshain
  - Wirberg

- Gericht Nieder-Ohmen[5]
  - Atzenhain
  - Bernsfeld
  - Königsaasen[5] (Mühle)
  - Klein-Lumda
  - Nieder-Ohmen
  - Ober-Grubenbach[5] (Mühle)
  - Wettsaasen
  - Windhain (Hof)[5]

## Recht
Im Amt Grünberg galt der Stadt- und Amtsbrauch von Grünberg als Partikularrecht. Soweit er keine Regelungen enthielt galt subsidiär das Gemeine Recht. Diese Rechtslage behielt ihre Geltung auch im gesamten 19. Jahrhundert und wurde erst zum 1. Januar 1900 von dem einheitlich im ganzen Deutschen Reich geltenden Bürgerlichen Gesetzbuch abgelöst.